# Juan Picasso (marino)
Juan Picasso fue un marino argentino que sirvió en la armada de su nación a fines del siglo XIX.

## Biografía
Juan Picasso nació el 24 de julio de 1858. En 1872 ingresó a la Escuela Naval a bordo del vapor General Brown, integrando el primer grupo de cadetes del instituto.
Como cadete sirvió con su buque en tareas logísticas y de bloqueo contra la rebelión Jordanista en la provincia de Entre Ríos.
En 1874 reaccionó violentamente a una broma de su compañero de estudios Agustín del Castillo. Ante la situación intervino el cadete Santiago Juan Albarracín quien los calmó e instó a reconciliarse. Albarracín aprovechó el suceso para días más tarde proponer formar una asociación para arreglar diferencias similares. Los cadetes estuvieron de acuerdo y se constituyó una asociación que tomó por lema Unión y Trabajo, germen del Centro Naval.
Faltando un año para finalizar sus estudios, el llamado "Motín de los Gabanes" protagonizado por los cadetes en el invierno de 1876 motivó la suspensión de las clases y finalmente la disolución de la primera Escuela Naval Militar para ser refundada a bordo de la Uruguay.
Durante su último año como cadete actuó en la división naval que al mando de Luis Py fue movilizada a la Patagonia Argentina para resguardar la soberanía del país en las riberas del río Santa Cruz. El 20 de enero de 1879 egresó con el grado de subteniente de la Escuela Naval, el primero de su promoción, la primera de ese instituto, junto a Emilio Barilari, Agustín del Castillo y Alberto Cánepa.
Fue condecorado por las campañas de la Patagonia y el Río Negro.
A comienzos de 1880 fue enviado a Europa para perfeccionar sus estudios.
Ya en Inglaterra, el 7 de abril se incorporó junto a sus camaradas Agustín del Castillo y Emilio Barilari como oficial del vapor transporte Villarino en su viaje inaugural al mando de Ceferino Ramírez rumbo al Bassin du Roi en El Havre para recibir en ese puerto los restos mortales del general José de San Martín.
El Villarino arribó a Bassin du Roi a principios de abril. Picasso participó de las ceremonias efectuadas en el Havre pero no en la repatriación de los restos de José de San Martín ya que junto a Del Castillo y Barilari dejó el buque para ingresar en la Armada Italiana.
A su regreso fue uno de los fundadores del Centro Naval (4 de mayo de 1882), cuya primera Comisión Directiva integró como Vicepresidente 1.°. Ese mismo año, integró la comisión para redactar el nuevo reglamento de la Armada.
Falleció en actividad el 23 de julio de 1888 con el grado de teniente de navío (actual capitán de corbeta).